# Schattenvald
Schattenvald ist eine deutsche Extreme-Metal-Band aus Münchberg in Oberfranken.

## Geschichte
Schattenvald wurde 1998 als Einmannprojekt des Musikers Nachtsturm gegründet. In den ersten dreizehn Jahren nahm er eine Reihe von Demos und lateinisch durchnummerierten Alben I bis III auf, die im Selbstverlag erschienen. Eigenen Angaben zufolge hat Nachtsturm die Musik auch jeweils selbst aufgenommen – bei Album I beispielsweise in einem alten Bauernhaus, in dem aufgrund veralteter Elektrik regelmäßig eine Sicherung herausgesprungen sei. Als der Musiker schließlich das Interesse am Gesang verloren hatte, wurde mit dem Einstieg von Sänger Iskharian im Jahr 2012 ein früherer Versuch der Zusammenarbeit fortgesetzt. Für das vierte Album IV im Jahr 2013 zeichneten die beiden Musiklabel Obscure Abhorrence Productions und Kristallblut Records verantwortlich, die früher im selben Jahr bereits die ersten drei Alben wiederveröffentlicht hatten. Vier Jahre später folgte bei diesen Partnern auch das fünfte, schlicht V betitelte Werk, bei dem fränkische Sagen die Grundlage für die Texte bildeten. Anschließend dockte die Band für die knapp 40-minütige EP ...und ewig dauert der Berg... (2019) bei dem Label Schattenpfade an, für das auch ein Stück zum Split-Album Quintessenz (2020, u. a. mit Dauþuz) beigesteuert wurde.

## Stil
In der Serie „Hommage an Schattenvald I-V“ des E-Zines Schwarze Flamme wurde das Debütalbum I als „atemberaubend vielseitig und individuell“ beschrieben, da die Stücke mal „klassisch-krächzender Black Metal“, roher Black Metal, symphonisch tragisch, langsam-getragener atmosphärischer Black Metal und zum Schluss teilweise auch progressiv seien. An einer Stelle wurde Judas Iscariot als Vergleichsband genannt. Auf dem zweiten Album II nahm das Keyboard eine prominentere Position ein und lenkte den Klang laut Empyre Mag „in eine wesentlich symphonischere Richtung“, während das Instrument zuvor für „flächige Synthieklänge“ zum Einsatz kam, die „wabernd eine düstere Grundstimmung geschaffen“ hätten.
In einer Doppelrezension zu IV (2013) und der EP Der Winterkönig (2016) wurde der Stil dem Symphonic Black Metal zugeordnet. In einer englischsprachigen Besprechung wurden sowohl die rohe, aggressive Natur der Musik ebenso hervorgehoben wie die vielen großen Melodien und der Black-Metal-Kreischgesang. Das 2019er-Werk ...und ewig dauert der Berg... beschrieb Stefan Wolfsbrunn, stellvertretender Chefredakteur von Metal.de, als „Mid Nineties Black Metal ohne Scheu vor atmosphärischen Keyboards“, bei dem „die Altmeister von Geweih“ und die „frühen bis mittleren Bergthron“ eine „grobe Orientierung“ seien. Bei einer Beurteilung des Split-Albums Quintessenz wurde der Beitrag Schattenvalds beschrieben als „episch, monumental, symphonisch und mit Chor“ sowie als „Klanggewalt“, die „konsequent den schwarzmetallischen Pfaden“ folge.

## Diskografie

### Alben
- 2002: Winterland (Demo, Selbstverlag)
- 2002: Schneesturm (Demo, Selbstverlag)
- 2004: Dämmertage (Demo, Selbstverlag)
- 2007: I (Selbstverlag)
- 2007: II (Selbstverlag)
- 2008: III (Selbstverlag)
- 2013: IV (Kristallblut Records, Obscure Abhorrence Productions)
- 2017: V (Kristallblut Records, Obscure Abhorrence Productions)
- 2020: Quintessenz (Split-Album mit Dauþuz, Rimruna und Nemesis Sopor; Schattenpfade)
- 2023: VI (Schattenpfade)

### Singles und EPs
- 2011: Lex Talionis (Split-EP mit Lord Astaroth; Selbstverlag)
- 2016: Der Winterkönig (Obscure Abhorrence Productions, Kristallblut Records)
- 2019: ... und ewig dauert der Berg ... (Schattenpfade)